# 太極拳の技法
太極拳の技法(たいきょくけんのぎほう)は、中国武術の、伝統拳としての太極拳の基本功とその技法。
流派、師家により失伝したものもあり、また「用法」により解釈が異なるものもある。
四方(東･西･南･北)を意とする四正、「掤」(péng, ほう)、「捋」(lǚ, り)、「擠」(jǐ, せい)、「按」(àn, あん)。
四隅(東南･西南･東北･西北)、「採」(cǎi, さい)、「挒」(liè, れつ)、「肘」(zhǒu, ちゅう)、「靠」(kào, こう)。
さらに、五行(金･木･水･火･土)、「進」、「退」、「顧」、「盼」、「定」を加えた技法をまとめて、
「十三勢」という。
武式太極拳では、「掤」、「捋」、「擠」、「按」、「採」、「挒」、「肘」、「靠」、「開」(kāi, かい)、「合」(hé, ごう)、「撃」(jī, げき)、「引」(yǐn, いん)、「鬆」（sōng, そう)、「放」(fàng, ほう)、「抓」(zhuā, そう)、「筋」(jīn, きん)、「閉」(bì, へい)、「穴」(xué, けつ)、「揉」(róu, じゅう)、「扣」(kòu, こう)、「揣」(chuāi, し)、「打」(dá, だ)、「靭」(rèn, じん)、「剛」(gāng, ごう)、「柔」(róu, じゅう)、「整」(zhěng, せい)、「頂」(dǐng, ちょう)、「接」(jiē, せつ)、「隨」(suí, ずい)、「走」(zǒu, そう)、「擁」(yōng, よう)、「搭」(dā, とう)、「摟」(lǒu, ろう)、「載」(jie, さい)、「牽」(qiān, けん)、「串」(chuàn, くし)、「搓」(cuō, さ)、「捂」(wǔ, ご)、「拈」(niān, ねん)、「粘」(nián, ねん)、「黏」(nián, ねん)、「霊」(líng, れい)、「化」(huà, か)、「敷」(fū, ふ)、「蓋」(gài, がい)、「対」(duì, つい)、「呑」(tūn, どん)、「吐」(tǔ, と)などがある。
また、別の例として、楊式太極拳においては、「右掤」と「左掤」では、「用法」、「手法」が異なる。
楊式太極拳の古式では、太極拳の基本となる四+四+五の十三勢を水で例え、四正手で立体的な空間（前後上下左右）、四隅手で時間の経過（現在・過去・未来・時点）を、五行で水の流れる方向（定位置そして、前後左右に進む）を網羅して、完全に水がよどむところを無くした武道であるとしている。四正手などの「手」は「手」そのものを指すのでは無く、「次の一手」の手と同じく行為全体を表す文字である。四正は方位の総称のことであり、方角そのものをさすものではないので、四正が方角であるのではなく、四正の意味のとおり空間すべてを指す。四隅も四方の隅の総称であり、その隅そのものを指すものではなく、その隅に向かうための行為を指す。隅に向かうという行為には時間的経過があり、そこで四隅手の典型的な型を「野馬分鬃」とし、靠肘挒の時間経過を採によって採っている。四正手と四隅手で「時空」、五行でこの時空における現実的方向性をもって十三勢の武術としている。また、最近では四正手の扌履が「捋」と表されることが多いが、「捋」は扌履を使用し腕をしごく「撅」または、さする「拿」などのの技法であり、扌履勢の結果であるので、四正手にこのような技法を並べることはない。扌履はテキストとして表示できない文字であるが、扌履を「捋」と表示してしまうと、十三勢としての意味が無くなるため、手で靴を履かせるような引進落空の勢いである扌履が四正手の勢いである。
また、別の例として、陳式太極拳においては、「按」(An、あん)はなく、「捺」(Na、な)がある。